# Sainte-Cécile, Indre
Sainte-Cécile är en kommun i departementet Indre i regionen Centre-Val de Loire i de centrala delarna av Frankrike. Kommunen ligger i kantonen Saint-Christophe-en-Bazelle som tillhör arrondissementet Issoudun. År 2018 hade Sainte-Cécile 89 invånare.

## Befolkningsutveckling
Antalet invånare i kommunen Sainte-Cécile
Referens:INSEE